# Kostadin Djakow
Kostadin Djakow (auch Kostadin Dyakov geschrieben, bulgarisch Костадин Дяков; * 22. August 1985 in Plowdiw) ist ein bulgarischer Fußballspieler, der seit der Saison 2017/18 bei FK Mariza Plowdiw unter Vertrag steht.

## Karriere
Djakow begann seine Karriere bei Lewski Sofia, wo er ab 2004 zum Profikader gehörte. Da er dort jedoch im ersten halben Jahr zu keinem Einsatz kam, wurde er für die Rückrunde der Saison 2004/05 an den Zweitligisten Wichren Sandanski verliehen. Mit Wichren Sandanski schaffte er zwar den Aufstieg in die A Grupa, verließ den Verein jedoch wieder und wurde an Rodopa Smoljan verliehen, die ebenfalls in der A Grupa spielten. In der Saison 2006/07 stieg Rodopa Smoljan aus der A Grupa ab und Djakow wechselte zum Aufsteiger FC Tschernomorez Burgas.
In der Saison 2012/13 wechselte Djakow zum Aufsteiger Botew Plowdiw. Dort kam er meist als Einwechselspieler zum Zuge. Anfang 2014 wechselte er zum FC Burgas, ehe er sich im Sommer 2014 Slawia Sofia anschloss. Bei Slawia hatte er einen Stammplatz im Mittelfeld inne. Anfang 2016 wechselte er zu Aufsteiger Pirin Blagoewgrad, mit dem er am Ende der Saison 2015/16 den Klassenverbleib erreichte. Anschließend schloss er sich Ligakonkurrent PFK Montana an.
Im Sommer 2017 ging Djakow zu FK Mariza Plowdiw in die B Grupa.